# Manta (Marvel)
Pour les articles homonymes, voir Manta.
Manta (Stingray en version originale) est un super-héros appartenant à l'univers de Marvel Comics. S'il est apparu pour la première fois dans Tales to Astonish #95, en 1967, il ne prendra le nom de Stingray qu'en 1969 dans Namor the Sub-Mariner #19.

## Biographie fictive
Le docteur Walter Newell était un océanographe travaillant pour le gouvernement des États-Unis. Il devint l'ami de Namor quand il fut chargé de superviser la construction d'une cité-dôme aquatique.
Plus tard, l'agent fédéral Edgar Benton le chargea (le força plutôt, car il menaçait de lui couper ses subventions) de surveiller Namor. Le gouvernement pensait que ce dernier  donnait l'eau des océans à des extra-terrestres. Pour mener à bien sa mission, Walter créa l'armure Manta. Il suivit Namor sous l'eau et l'affronta. Il prit l'avantage mais le laissa partir en raison de leur amitié.
Plus tard, après qu'un bateau fut coulé par des Atlantes, Manta, aidé de Triton et Namor, affronta Attuma.
Walter Newell tenta d'aider Namor pour que ce dernier regagne sa réputation envers les habitants de la surface. Il essaya de le faire amnisiter par le Congrès mais sa demande fut rejetée. Par contre, il retrouva son père, Leonard McKenzie. Ce dernier fut tué par Requin-Tigre et Llyra.
Newell s'établit par la suite sur l'Hydro-base, un complexe flottant ayant appartenu au Docteur Hydro, un savant fou. Il épousa Diane Arliss, la sœur de Todd Arliss (Requin-Tigre) et poursuivit ses études scientifiques.
Il fit partie des Vengeurs mais ne fut jamais un membre actif à proprement parler. Il aida l'équipe et prêta sa base, et les assista pour certaines missions. Iron Man et lui eurent un petit conflit lors de la Guerre des Armures, Tony Stark pensant à tort que l'armure de Manta était équipée de la technologie de Stark Enterprises.
Quelque temps plus tard, l'Hydro-base fut détruite, mais Newell et sa femme réussirent à s'échapper.
On revit Manta lors du story arc contre la fée Morgane et celui d’Avengers Dissasembled.

### Pendant la Guerre Civile
Récemment, on a revu Manta prêter main-forte à Captain America lors de Civil War, avant de se ranger après la défaite des rebelles au côté des pro-enregistrement, et de devenir instructeur pour le Projet Initiative. Il fut aussi promu chef des Pointmen, l'équipe fédérale basée à Hawaï.

## Pouvoirs
- L'armure de Manta le protège de la pression des profondeurs et augmente sa force. Elle lui permet aussi de respirer sous l'eau et de nager très rapidement.
- Le costume possède des ailes sous les bras, lui permettant aussi de planer légèrement.
- Les gants sont équipés d'émetteurs électriques, pouvant sonner un adversaire situé à quelques mètres.